# 孟艳清
孟艳清（1973年9月—），男性，汉族，中共党员，湖北省襄阳市人，中华人民共和国政治人物。

## 生平
孟艳清长期在家乡襄樊市（襄阳市）任职，曾任中共襄阳县方集乡党委委员、团委书记等职务；后来，他在担任中共襄阳区峪山镇党委书记期间，曾被襄樊市人民政府表彰为“襄樊市劳动模范”。2006年，他调往同市保康县，先后出任该县党委宣传部长、组织部长以及县政府常务副县长。
2016年，孟艳清离开保康县，来到枣阳市，出任该市党委副书记、市长。2019年6月，他升任中共枣阳市委书记。期间，因在脱贫攻坚战中作出突出贡献，孟艳清在2021年2月25日的全国脱贫攻坚总结表彰大会上，被中共中央授予“全国脱贫攻坚先进个人”荣誉称号，同年12月9日，他当选为第十四届中共襄阳市委常委，并继续担任中共枣阳市委书记，成为副厅级干部。